# Dirceu Leitte
Dirceu Leite, nome artístico de Dirceu Gonçalves Leite (Porto Alegre-RS, 6 de outubro de 1961), é um músico brasileiro, considerado um dos mais importantes instrumentistas de sopro do Brasil. Multi-instrumentista, ele domina vários instrumentos de sopro, como flautim, clarone e vários tipos de flautas, clarinetes e saxofones.
Participou das novelas "Direito de Amar", na Rede Globo, e "Amazônia", na TV Manchete, como ator e músico.
Em 1998, participou do Free Jazz Festival, ao lado do Coreto Urbano. Em 2001, novamente no Free Jazz, acompanhou o grupo americano The Temptations.

## Carreira
De sólida formação erudita e popular, , iniciou sua carreira em 1980, trabalhando com Hans Koellreutter, Adamo Prince e Tom Jobim.
Em 1982, formou o conjunto Choro Só. Durante o ano de 1987, além de excursionar pela Europa, o conjunto participou como atração fixa de um programa na Rádio Nacional. Em 1992, o grupo realizou uma temporada com o corpo de baile do Teatro Municipal do Rio de Janeiro com o espetáculo "Suíte Brasileira", e, no ano seguinte, participou de temporada com o violonista Raphael Rabello no Palace, em São Paulo.

## Trilhas-sonoras
Pode-se citar sua participação em diversas trilhas de novelas e minisséries, tais como: A Muralha, JK, Amazônia, O Cravo e a Rosa, Direito de Amar, Sabor da Paixão, América, Sinhá Moça, Paraíso Tropical, Sítio do Pica-Pau Amarelo e outras.
No cinema, tem participação na trilha e como ator no filme Noel - Poeta da Vila, biografia sobre a vida de Noel Rosa.
No teatro, tocou no espetáculo ‘Sweet Charity’, com Cláudia Raia, e integra o elenco dos musicais “Sassaricando” e “O Rio Inventou a Marchinha”.

## Discografia
Solo
- 1995 - Leitte de Coco (CD • Selo: Kuarup/Caju Music)
- 2009 - Cacique instrumental (CD • Selo: Independente)

Álbuns com a participação de Dirceu Leite
- Jacob para flauta, bandolim, sax e clarinete (CD)
- Pixinguinha para flauta e sax (CD)
- Altamiro Carrilho (2ª edição) (songbook)
- Jacob do Bandolim 1 (2ª edição) (songbook)
- Pixinguinha (3ª edição) (songbook)
- Jacob do Bandolim 2 (2ª edição) (songbook)
- Acústico MTV Rita Lee (CD e DVD)
- Acústico MTV Cassia Eller (CD e DVD)
- Acústico MTV Zeca Pagodinho (CD e DVD)
- Acústico MTV Arlindo Cruz (CD e DVD)
- Acústico MTV Jorge Benjor (CD e DVD)
- OK OK OK Gilberto Gil (CD)

## Prêmios e Indicações
| Ano  | Prêmio                                       | Categoria              | Trabalho Indicado      | Resultado | Ref. |
| ---- | -------------------------------------------- | ---------------------- | ---------------------- | --------- | ---- |
| 1994 | 7º Prêmio Sharp de Música Brasileira         | Revelação Instrumental | Álbum "Leitte de Coco" | Indicado  |      |
| 1995 | Primeiro Festival de Choro do Rio de Janeiro | Música do Ano          | Rio à toa              | Venceu    |      |